# Listă de nume românești - litera H
Această pagină, supusă continuu îmbunătățirii, conține peste 1500 de nume de familie românești care încep cu litera H.
| Ha - Haba (wikt) - Habageriu (wikt) - Hablinschi (wikt) - Habor (wikt) - Hacichian (wikt) - Hacman (wikt) - Hada (wikt) - Hadaciu (wikt) - Hadade (wikt) - Hadadea (wikt) - Hadâmbu (wikt) - Hadăr (wikt) - Hadâr (wikt) - Hadârcă (wikt) - Hadeșiu (wikt) - Hadîmbu (wikt) - Hadîr (wikt) - Hadîrcă (wikt) - Hadoș (wikt) - Hagaș (wikt) - Hagău (wikt) - Hagea (wikt) - Hagheș (wikt) - Haghiac (wikt) - Haghieac (wikt) - Hagi (wikt) - Hagianu (wikt) - Hagiescu (wikt) - Hagieșteanu (wikt) - Hagimă (wikt) - Hagiu (wikt) - Haiaș (wikt) - Haic (wikt) - Haica (wikt) - Haicu (wikt) - Haida (wikt) - Haidamac (wikt) - Haidan (wikt) - Haidăr (wikt) - Haidău (wikt) - Haidei (wikt) - Hihel (wikt) - Haideț (wikt) - Haidu (wikt) - Haiduc (wikt) - Haiducescu (wikt) - Haiducu (wikt) - Haiec (wikt) - Hail (wikt) - Hailă (wikt) - Haimana (wikt) - Haină (wikt) - Hainagiu (wikt) - Hainăroșie (wikt) - Haineroșie (wikt) - Haineș (wikt) - Haioș (wikt) - Haiș (wikt) - Haită (wikt) - Haiteș (wikt) - Haitonic (wikt) - Haiu (wikt) - Haivaniuc (wikt) - Haivaș (wikt) - Haivei (wikt) - Halacu (wikt) - Halaicu (wikt) - Halaliuc (wikt) - Halapciug (wikt) - Halaș (wikt) - Halașu (wikt) - Halațiu (wikt) - Halbeș (wikt) - Halchin (wikt) - Halciu (wikt) - Halciuc (wikt) - Halciup (wikt) - Halcu (wikt) - Halduanu (wikt) - Halga (wikt) - Halgaș (wikt) - Halic (wikt) - Halici (wikt) - Haliciu (wikt) - Haliliuc (wikt) - Halinda (wikt) - Halipa (wikt) - Haliță (wikt) - Haliuc (wikt) - Halmaci (wikt) - Halmaga (wikt) - Halmaghi (wikt) - Halmagiu (wikt) - Halmoș (wikt) - Halongescu (wikt) - Halotă (wikt) - Haluca (wikt) - Haluș (wikt) - Haluță (wikt) - Hamaș (wikt) - Hambaraș (wikt) - Hambețiu (wikt) - Hamburda (wikt) - Hamburgher (wikt) - Hamcearencu (wikt) - Hamciuc (wikt) - Hampău (wikt) - Hampu (wikt) - Hamza (wikt) - Hamzău (wikt) - Hamzescu (wikt) - Hamzu (wikt) - Han (wikt) - Hana (wikt) - Hanagiu (wikt) - Hanăș (wikt) - Hancăș (wikt) - Hancer (wikt) - Hanceriuc (wikt) - Hanche (wikt) - Hancheș (wikt) - Hanchievici (wikt) - Hancia (wikt) - Hanciș (wikt) - Hanciuc (wikt) - Hanciza (wikt) - Hancoș (wikt) - Handa (wikt) - Handabureac (wikt) - Handâc (wikt) - Handaric (wikt) - Handîc (wikt) - Handoca (wikt) - Handolescu (wikt) - Handra (wikt) - Handrabur (wikt) - Handrache (wikt) - Handrachi (wikt) - Handragel (wikt) - Handrău (wikt) - Handrea (wikt) - Handru (wikt) - Hanea (wikt) - Haneș (wikt) - Hanga (wikt) - Hangă (wikt) - Hanganu (wikt) - Hangău (wikt) - Hanghiuc (wikt) - Hangiu (wikt) - Hangiuc (wikt) - Hanguș (wikt) - Hani (wikt) - Hanoș (wikt) - Hanț (wikt) - Hanța (wikt) - Hanță (wikt) - Hanțea (wikt) - Hanțig (wikt) - Hanțiu (wikt) - Hanu (wikt) - Hanușeac (wikt) - Hanvei (wikt) - Hapaină (wikt) - Hapaleț (wikt) - Hapău (wikt) - Hapca (wikt) - Hapciuc (wikt) - Hapenciuc (wikt) - Hapenciuci (wikt) - Haplea (wikt) - Hapliuc (wikt) - Hara (wikt) - Haraba (wikt) - Harabagiu (wikt) - Harabulă (wikt) - Haragoș (wikt) - Haragu (wikt) - Haralamb (wikt) - Haralambi (wikt) - Haralambie (wikt) - Haralampoș (wikt) - Haralamșescu (wikt) - Harambașa (wikt) - Haramuz (wikt) - Haranguș (wikt) - Haraniță (wikt) - Harap (wikt) - Harapcea (wikt) - Harapu (wikt) - Haraș (wikt) - Harasemciuc (wikt) - Harasemiuc (wikt) - Haraseniuc (wikt) - Harasim (wikt) - Harbuz (wikt) - Harbuzanu (wikt) - Harbuzariu (wikt) - Harbuzaru (wikt) - Harcan (wikt) - Harco (wikt) - Harcon (wikt) - Harcoviță (wikt) - Harcvău (wikt) - Harda (wikt) - Hardalău (wikt) - Hardale (wikt) - Harea (wikt) - Harga (wikt) - Hargalaș (wikt) - Harghiac (wikt) - Harghiș (wikt) - Harghitaș (wikt) - Harhătă (wikt) - Harhoi (wikt) - Harhoiu (wikt) - Hari (wikt) - Hariga (wikt) - Harii (wikt) - Harincescu (wikt) - Harion (wikt) - Hariton (wikt) - Hariuc (wikt) - Harmbuș (wikt) - Harna (wikt) - Harnagea (wikt) - Harnău (wikt) - Harnicu (wikt) - Harpațuc (wikt) - Harpau (wikt) - Harțegan (wikt) - Hartingher (wikt) - Harțuche (wikt) - Haș (wikt) - Hașa (wikt) - Hascu (wikt) - Hașdeu (wikt) - Hasec (wikt) - Hașegan (wikt) - Hașieganu (wikt) - Hașiu (wikt) - Hasmațuchi (wikt) - Hasna (wikt) - Hasnaș (wikt) - Hasneș (wikt) - Hașotti (wikt) - Hașu (wikt) - Hațăgan (wikt) - Hatapuc (wikt) - Hatâră (wikt) - Hațegan (wikt) - Hațiegan (wikt) - Hațieganu (wikt) - Hațigan (wikt) - Hatiși (wikt) - Hatman (wikt) - Hatmanu (wikt) - Hațmațuchi (wikt) - Hatoș (wikt) - Haupt (wikt) - Haureș (wikt) - Hava (wikt) - Havârneanu (wikt) - Havaș (wikt) - Havași (wikt) - Havreliuc (wikt) - Havresciuc (wikt) - Havrici (wikt) - Havriciuc (wikt) - Havrigi (wikt) - Havrileț (wikt) - Havriliuc (wikt) - Havrincea (wikt) - Havriș (wikt) - Hazaparu (wikt) - Hazliu (wikt) | Hă - Hăbălău (wikt) - Hăbășăscu (wikt) - Hăbășescu (wikt) - Hăbean (wikt) - Hăbeanu (wikt) - Hăbelea (wikt) - Hăbian (wikt) - Hăbuc (wikt) - Hădăoaie (wikt) - Hădărău (wikt) - Hădărean (wikt) - Hădăreanu (wikt) - Hădărig (wikt) - Hădărigă (wikt) - Hădărugă (wikt) - Hădean (wikt) - Hăgănuț (wikt) - Hăhăian (wikt) - Hăhăianu (wikt) - Hăhue (wikt) - Hăhui (wikt) - Hăidău (wikt) - Hăidăuțu (wikt) - Hăinaru (wikt) - Hăineală (wikt) - Hăisan (wikt) - Hăitescu (wikt) - Hăjmășan (wikt) - Hălăciugă (wikt) - Hălăghie (wikt) - Hălălae (wikt) - Hălălai (wikt) - Hălălaie (wikt) - Hălălău (wikt) - Hălălișan (wikt) - Hălănduț (wikt) - Hălăngău (wikt) - Hălășag (wikt) - Hălășanu (wikt) - Hălăucă (wikt) - Hălăuceanu (wikt) - Hălăucescu (wikt) - Hălbac (wikt) - Hălceanu (wikt) - Hălciug (wikt) - Hălmaciu (wikt) - Hălmăgean (wikt) - Hălmăgeanu (wikt) - Hălmăgian (wikt) - Hălmăjan (wikt) - Hălmăjanu (wikt) - Hălmășan (wikt) - Hăloiu (wikt) - Hămăian (wikt) - Hămbăreanu (wikt) - Hămbășan (wikt) - Hăncescu (wikt) - Hăncilă (wikt) - Hănescu (wikt) - Hăneț (wikt) - Hăngănescu (wikt) - Hăngănuț (wikt) - Hăngănuțiu (wikt) - Hănțăscu (wikt) - Hănțescu (wikt) - Hănțoiu (wikt) - Hănțulescu (wikt) - Hănulescu (wikt) - Hăpăianu (wikt) - Hăprean (wikt) - Hăprian (wikt) - Hărăbor (wikt) - Hărăci (wikt) - Hărăclean (wikt) - Hărădău (wikt) - Hărăguș (wikt) - Hărăguță (wikt) - Hărămiță (wikt) - Hăran (wikt) - Hărăngălean (wikt) - Hărănguș (wikt) - Hărăpașcu (wikt) - Hărăstășan (wikt) - Hărătău (wikt) - Hărău (wikt) - Hărcăleanu (wikt) - Hărcău (wikt) - Hărdălău (wikt) - Hărdău (wikt) - Hărdăuț (wikt) - Hărduț (wikt) - Hărlăuanu (wikt) - Hărmănaș (wikt) - Hărmănescu (wikt) - Hărmășel (wikt) - Hărnuț (wikt) - Hărpăilă (wikt) - Hărpian (wikt) - Hărșan (wikt) - Hărsenie (wikt) - Hărțăgan (wikt) - Hărțău (wikt) - Hărțescu (wikt) - Hăsănache (wikt) - Hășcău (wikt) - Hășdățan (wikt) - Hășigan (wikt) - Hășmaș (wikt) - Hăsmășan (wikt) - Hășmășan (wikt) - Hăsnaș (wikt) - Hățăgan (wikt) - Hătălmaș (wikt) - Hățescu (wikt) - Hătiș (wikt) - Hătnean (wikt) - Hătneanu (wikt) - Hățuleac (wikt) - Hățulencu (wikt) - Hău (wikt) - Hăucă (wikt) - Hăulică (wikt) - Hăuș (wikt) - Hăuși (wikt) - Hăușiu (wikt) - Hăuță (wikt) - Hăvărneanu (wikt) - Hăvârneanu (wikt) - Hăvîrneanu (wikt) - Hăzulea (wikt) | Hâ - Hâciu (wikt) - Hâj (wikt) - Hâja (wikt) - Hâjdău (wikt) - Hâldan (wikt) - Hâlmu (wikt) - Hâmbășianu (wikt) - Hâmbu (wikt) - Hânc (wikt) - Hâncă (wikt) - Hâncea (wikt) - Hâncean (wikt) - Hânceanu (wikt) - Hâncianu (wikt) - Hânciu (wikt) - Hâncu (wikt) - Hândorea (wikt) - Hândorean (wikt) - Hângan (wikt) - Hângu (wikt) - Hânțar (wikt) - Hâra (wikt) - Hârb (wikt) - Hârbea (wikt) - Hârbu (wikt) - Hârcă (wikt) - Hârceagă (wikt) - Hârciog (wikt) - Hârdea (wikt) - Hârghiligiu (wikt) - Hârgu (wikt) - Hârja (wikt) - Hârjă (wikt) - Hârjabă (wikt) - Hârjan (wikt) - Hârjanu (wikt) - Hârjău (wikt) - Hârjoabă (wikt) - Hârjobescu (wikt) - Hârjoghe (wikt) - Hârjoghie (wikt) - Hârjoi (wikt) - Hârlă (wikt) - Hârlău (wikt) - Hârlav (wikt) - Hârlea (wikt) - Hârleșteanu (wikt) - Hârlișcă (wikt) - Hârnea (wikt) - Hârnu (wikt) - Hârșan (wikt) - Hârsană (wikt) - Hârșeag (wikt) - Hârșenie (wikt) - Hârșescu (wikt) - Hârșeu (wikt) - Hârșoroiu (wikt) - Hârșoveanu (wikt) - Hârșovescu (wikt) - Hârșovoiu (wikt) - Hârșu (wikt) - Hârțan (wikt) - Hârțescu (wikt) - Hârțoagă (wikt) - Hârtopan (wikt) - Hârtopanu (wikt) - Hârtopeanu (wikt) - Hâruța (wikt) - Hârza (wikt) - Hâtru (wikt) - Hâțu (wikt) | He - Hebean (wikt) - Hebedean (wikt) - Hebre (wikt) - Hebriștean (wikt) - Hecher (wikt) - Hechet (wikt) - Heciu (wikt) - Hedea (wikt) - Hedelcu (wikt) - Hedeș (wikt) - Hedeșan (wikt) - Hedeșiu (wikt) - Hedrea (wikt) - Hedueș (wikt) - Heghe (wikt) - Heghebuș (wikt) - Hegheduș (wikt) - Hegheș (wikt) - Heia (wikt) - Heigher (wikt) - Heisu (wikt) - Heiu (wikt) - Heiuș (wikt) - Heja (wikt) - Helcioiu (wikt) - Helciu (wikt) - Helciug (wikt) - Heleciugă (wikt) - Helepciuc (wikt) - Heler (wikt) - Helerea (wikt) - Heleșteanu (wikt) - Helețeanu (wikt) - Helga (wikt) - Helgiu (wikt) - Heliade (wikt) - Helibei (wikt) - Helici (wikt) - Helindian (wikt) - Helinte (wikt) - Helju (wikt) - Hemeș (wikt) - Hencilă (wikt) - Henciu (wikt) - Hendea (wikt) - Hendrea (wikt) - Hendreș (wikt) - Hendric (wikt) - Henea (wikt) - Henegar (wikt) - Henegariu (wikt) - Henegaru (wikt) - Hengan (wikt) - Henic (wikt) - Henorea (wikt) - Henț (wikt) - Hențe (wikt) - Hențea (wikt) - Hențeș (wikt) - Henți (wikt) - Hențiu (wikt) - Hențu (wikt) - Hepeneț (wikt) - Hepeș (wikt) - Hera (wikt) - Herac (wikt) - Heradeu (wikt) - Heran (wikt) - Herașcu (wikt) - Herăscu (wikt) - Herban (wikt) - Herbei (wikt) - Herbeiu (wikt) - Herberescu (wikt) - Herbet (wikt) - Herceniuc (wikt) - Herchea (wikt) - Herchi (wikt) - Herciu (wikt) - Herculea (wikt) - Hercuț (wikt) - Herda (wikt) - Herdea (wikt) - Herdean (wikt) - Herdelău (wikt) - Herdeș (wikt) - Herduvan (wikt) - Herea (wikt) - Herebenciuc (wikt) - Hereciuc (wikt) - Herede (wikt) - Heredea (wikt) - Heredean (wikt) - Heregiu (wikt) - Heremciuc (wikt) - Herepean (wikt) - Herepeanu (wikt) - Hereș (wikt) - Hereșan (wikt) - Hereșanu (wikt) - Herescu (wikt) - Hereșeanu (wikt) - Herețiu (wikt) - Herețoiu (wikt) - Hergane (wikt) - Hergehelegiu (wikt) - Hergheduș (wikt) - Herghelea (wikt) - Herghelegiu (wikt) - Hergheligiței (wikt) - Hergheligiu (wikt) - Hergheș (wikt) - Herghiligiu (wikt) - Hergiu (wikt) - Herian (wikt) - Herie (wikt) - Herinean (wikt) - Heriș (wikt) - Herișanu (wikt) - Herișeanu (wikt) - Herjeu (wikt) - Herlaș (wikt) - Herlea (wikt) - Hermenean (wikt) - Hermeneanu (wikt) - Hermeniuc (wikt) - Hermeziu (wikt) - Hernea (wikt) - Heroaica (wikt) - Heroi (wikt) - Heroiu (wikt) - Herovanu (wikt) - Herț (wikt) - Herța (wikt) - Herțan (wikt) - Herțana (wikt) - Herțanu (wikt) - Herțaș (wikt) - Herțe (wikt) - Herțea (wikt) - Herțeanu (wikt) - Herțeg (wikt) - Herțeliu (wikt) - Herțescu (wikt) - Herția (wikt) - Herțoiu (wikt) - Herțu (wikt) - Herțug (wikt) - Heșegan (wikt) - Hetea (wikt) - Heteș (wikt) - Hețogan (wikt) - Hetrea (wikt) - Hetriuc (wikt) - Heușu (wikt) - Heveș (wikt) - Heveși (wikt) | Hi - Hiceag (wikt) - Hidan (wikt) - Hideagă (wikt) - Hididiș (wikt) - Hidiș (wikt) - Hidișan (wikt) - Hidoș (wikt) - Hiera (wikt) - Higea (wikt) - Hiioară (wikt) - Hiiran (wikt) - Hila (wikt) - Hileagă (wikt) - Hiliban (wikt) - Hilițanu (wikt) - Hiliuță (wikt) - Hilohe (wikt) - Hilohi (wikt) - Hilone (wikt) - Hilote (wikt) - Himcinschi (wikt) - Himiniuc (wikt) - Hinoveanu (wikt) - Hința (wikt) - Hințea (wikt) - Hinteoar (wikt) - Hinteuar (wikt) - Hinția (wikt) - Hințiș (wikt) - Hioară (wikt) - Hirean (wikt) - Hirian (wikt) - Hirina (wikt) - Hiripan (wikt) - Hiriș (wikt) - Hirișcău (wikt) - Hiriștea (wikt) - Hiriț (wikt) - Hiroș (wikt) - Hirt (wikt) - Hiru (wikt) - Hirza (wikt) - Hiș (wikt) - Hișan (wikt) - Histreanu (wikt) - Hișu (wikt) - Hitea (wikt) - Hiticaș (wikt) - Hitruc (wikt) |